# نظرية المستقبلات
نظرية المستقبلات هي تطبيق نماذج المستقبلات لتفسير سلوك الدواء. سبقت نماذج المستقبلات الدوائية المعرفة الدقيقة للمستقبلات بسنواتٍ عديدة. قدم جون نيوبورت لانغلي وباول إرليش مفهوم المستقبل الذي من شأنه أن يتوسط في عمل الأدوية في بداية القرن العشرين. كان ألفريد جوزيف كلارك أول من حدد الاستجابات البيولوجية التي يسببها الدواء (على وجه التحديد، تنشيط المستقبلات بوساطة f). حتى الآن، تركزت جميع النماذج النظرية الكمية لوظيفة المستقبلات تقريبًا على القنوات الأيونية ذات البوابات والمستقبلات المقترنة بالبروتين ج.

## تاريخ
مفهوم المستقبل
في عام 1901، تحدّى لانغلي الفرضية السائدة القائلة بأن الأدوية تعمل في النهايات العصبية من خلال إثبات أن النيكوتين يعمل في العقد الودية حتى بعد تنكس النهايات العصبية قبل العقدية المقطوعة. في عام 1905 قدم مفهوم مادة متقبلة على سطح العضلات الهيكلية التي توسطت في عمل الدواء. افترض لانغلي أن هذه المواد المستقبلة كانت مختلفة في الأنواع المختلفة (مستشهدًا بحقيقة أن شلل العضلات الناجم عن النيكوتين في الثدييات كان غائبًا في جراد البحر). في نفس الوقت تقريبًا، كان إرليش يحاول فهم أساس انتقائية العوامل. لقد افترض أن الانتقائية هي أساس التوزيع التفضيلي للرصاص والأصباغ في أنسجة الجسم المختلفة. ومع ذلك، قام لاحقًا بتعديل النظرية من أجل شرح ردود الفعل المناعية وانتقائية الاستجابة المناعية. معتقدًا أن الانتقائية مستمدة من التفاعل مع الأنسجة نفسها، تصوّر إرليش جزيئات تمتد من الخلايا التي يمكن للجسم استخدامها لتمييز وتركيب استجابة مناعية للأجسام الغريبة. ومع ذلك، فقط بعد أن أظهر أهلكويست التأثيرات التفاضلية للأدرينالين على مجموعتين متميزتين من المستقبلات، اكتسبت نظرية التفاعلات الدوائية بوساطة المستقبلات قبولًا.
طبيعة التفاعلات بين المستقبلات والأدوية
نموذج إشغال المستقبلات
بُنِي نموذج إشغال المستقبلات، الذي يصف الخصوم الناهضين والمنافسين، على عمل لانغلي وهيل وكلارك. كان نموذج الإشغال هو النموذج الأول الذي طرحه كلارك لتفسير نشاط الأدوية في المستقبلات وتحديد العلاقة بين تركيز الدواء والتأثير الملحوظ. يعتمد على حركية الحركة الجماعية ويحاول ربط عمل الدواء بنسبة المستقبلات التي يشغلها هذا الدواء عند التوازن. على وجه الخصوص، يتناسب حجم الاستجابة طرديًا مع كمية الدواء المرتبط، وسيتم استنباط الاستجابة القصوى بمجرد شغل جميع المستقبلات في حالة توازن. قام بتطبيق الأساليب الرياضية المستخدمة في حركية الإنزيم بشكل منهجي على تأثيرات المواد الكيميائية على الأنسجة. أظهر أنه بالنسبة للعديد من الأدوية، تتوافق العلاقة بين تركيز الدواء والتأثير البيولوجي مع منحنى زائدي، مشابه لتلك التي تمثل امتزاز غاز على سطح معدني وتناسب معادلة هيل-لانغموير. كان كلارك، جنبًا إلى جنب مع غادم، أول من قدم منحنى تركيز وتأثير اللوغاريتم ووصف "التحول المتوازي" المألوف الآن لمنحنى تركيز وتأثير اللوغاريتم الناتج عن خصم تنافسي. بذلت محاولات للفصل بين ظاهرة الربط وظاهرة التنشيط من قبل آرينس في عام 1954 وستيفنسون في عام 1956 لحساب النشاط الجوهري (فعالية) الدواء (أي قدرته على إحداث تأثير بعد الربط). فشلت النماذج المهنية الكلاسيكية لتنشيط المستقبلات في تقديم دليل يدعم بشكل مباشر فكرة أن إشغال المستقبلات يتبع منحنى لانغموير كما يفترض النموذج مما يؤدي إلى تطوير نماذج بديلة لتفسير سلوك الدواء.
نماذج تثبيط تنافسية
طُورت النظرية الكلاسيكية لمعاداة الأدوية من قبل غادم وشيلد وأرونلاكشانا المبنية على عمل لانغلي وهيل وكلارك. وصف غادم نموذجًا للربط التنافسي لاثنين من الروابط إلى نفس المستقبل في اتصال قصير إلى الجمعية الفسيولوجية في عام 1937. الوصف يشير فقط إلى الربط، ولم يكن مفيدًا على الفور لتحليل القياسات التجريبية لتأثيرات الخصوم على الاستجابة للنواهض. كان هاينز أوتو شيلد هو الذي جعل قياس ثابت التوازن لربط الخصم ممكنًا. طور معادلة شيلد لتحديد نسبة الجرعة، وهي مقياس لقوة الدواء. في انحدار شيلد، التغير في نسبة الجرعة، نسبة تركيز المادة الموافق للتثبيط النصفي للناهض وحده مقارنة بنسبة تركيز المادة الموافق للتثبيط النصفي في وجود خصم تنافسي كما هو محدد على منحنى استجابة الجرعة المستخدم لتحديد تقارب المضاد لمستقبلاته.
نماذج ناهضة
كان الخلل في نموذج كلارك لإشغال المستقبلات هو أنه لم يكن كافيًا لشرح مفهوم الناهض الجزئي. أدى ذلك إلى تطوير نماذج ناهضة لعمل الدواء من قبل آرينس في عام 1954 وستيفنسون في عام 1956 لحساب النشاط الجوهري (فعالية) الدواء (أي قدرته على إحداث تأثير بعد الربط).
نظرية مستقبلات الحالتين
نموذج الحالتين هو نموذج خطي بسيط لوصف التفاعل بين الربيطة ومستقبلاتها، ولكن أيضًا المستقبل النشط. يستخدم النموذج ثابت تفكك التوازن لوصف التفاعل بين الربيطة والمستقبل. يقترح أن يؤدي ارتباط الربيطة إلى تغيير في حالة المستقبل من حالة غير نشطة إلى حالة نشطة بناءً على تشكل المستقبل. المستقبل في حالته النشطة سيثير في النهاية استجابته البيولوجية. وُصف لأول مرة من قبل بلاك وليف في عام 1983 كنموذج بديل لتنشيط المستقبلات. على غرار نموذج إشغال المستقبلات، نشأت النظرية من العمل السابق الذي قام به ديل كاستيلو وكاتز على الملاحظات المتعلقة بالقنوات الأيونية ذات البوابات. في هذا النموذج، يعتقد أن الناهضات والناهضات العكسية لها تقارب ارتباط انتقائي لحالات الراحة والنشاط الموجودة مسبقًا أو يمكن أن تحفز تغييرًا مطابقًا لحالة مستقبلات مختلفة. في حين أن الخصوم ليس لديهم تفضيل في تقاربهم مع حالة المستقبلات. استُخدمت حقيقة أن تشكيل المستقبل (الحالة) سيؤثر على تقارب ربط الربيطة لشرح آلية الناهض الجزئي للمستقبلات بواسطة ديل كاستيلو وكاتز في عام 1957 استند إلى عملهم على عمل الأسيتيل كولين في نهاية المحرك بناءً على عمل مماثل من قبل وايمان وألين في عام 1951 على التغيرات المستحثة بالمطابقة في تقارب ارتباط الأكسجين في الهيموجلوبين التي تحدث نتيجة لربط الأكسجين. تفصل آلية ديل كاستيلو- كاتز خطوة الربط (التي يمكن أن تقوم بها المنبهات وكذلك الخصوم) عن خطوة تنشيط المستقبلات (التي لا يمكن أن تمارسها إلا الناهضات)، واصفة إياها بأنهما حدثان مستقلان.
نموذج معقد ثلاثي
استُخدِم نموذج المركب الثلاثي الأصلي لوصف تفاعلات الربيطة والمستقبلات والبروتين ج. يستخدم ثوابت تفكك التوازن للتفاعلات بين المستقبل وكل ربيطة (Ka للربيطة أ، و Kb للربيطة ب)، بالإضافة إلى عامل التعاون (ألفا) الذي يشير إلى التأثير المتبادل للربيطتين على تقارب بعضهما البعض للمستقبل. يشير ألفا > 1.0 إلى التعديل الخيفي الإيجابي، ويشير ألفا < 1.0 إلى التعديل الخيفي السلبي، ويعني ألفا = 1.0 أن ارتباط أي من الربيطة بالمستقبل لا يغير تقارب الربيطة الأخرى للمستقبل (أي المغير المحايد). علاوة على ذلك، يمكن إضافة معلمة ألفا كامتداد دقيق ولكنه مفيد للغاية إلى الاجتماع الاستشاري لمعاهدة أنتاركتيكا من أجل تضمين تأثيرات المغير الخيفي على فعالية (تمييزًا عن التقارب) ربيطة أخرى يربط المستقبل، مثل ناهض تقويم العظام. يمكن لبعض الروابط أن تقلل من الفعالية ولكنها تزيد من تقارب ناهض تقويم العظام للمستقبل.
على الرغم من أنه افتراض بسيط أن الكمية النسبية لحالة المستقبل النشط يجب أن ترتبط بالاستجابة البيولوجية، فإن الأدلة التجريبية على الإفراط في التعبير عن المستقبلات والمستقبلات الاحتياطية تشير إلى أن حساب التغيير الصافي في حالة المستقبلات النشطة هو مقياس أفضل بكثير للاستجابة من التغيير الجزئي أو النسبي. يتضح ذلك من خلال تأثيرات مجموعات الناهض/ الخصم على إزالة حساسية المستقبلات. يتضح ذلك أيضًا من خلال المستقبلات التي تُنشط عن طريق التعبير الزائد، لأن هذا يتطلب تغييرًا بين المستقبل والمستقبل النشط يصعب فهمه من حيث التغيير النسبي بدلًا من التغيير الصافي، وبالنسبة للنموذج الجزيئي الذي يتناسب مع النموذج الرياضي.

## افتراضات نظرية المستقبلات
- يجب أن تمتلك المستقبلات خصوصية هيكلية ومعقمة.
- المستقبلات مشبعة ومحدودة (عدد محدود من مواقع الربط).
- يجب أن تمتلك المستقبلات تقاربًا عاليًا للربيطة الداخلية عند التركيزات الفسيولوجية.
- بمجرد ارتباط الربيطة الداخلية بالمستقبل، يجب أن يحدث حدث كيميائي مبكر يمكن التعرف عليه.